# Hiéroglyphe égyptien E34
Pour les articles homonymes, voir Lièvre (homonymie).

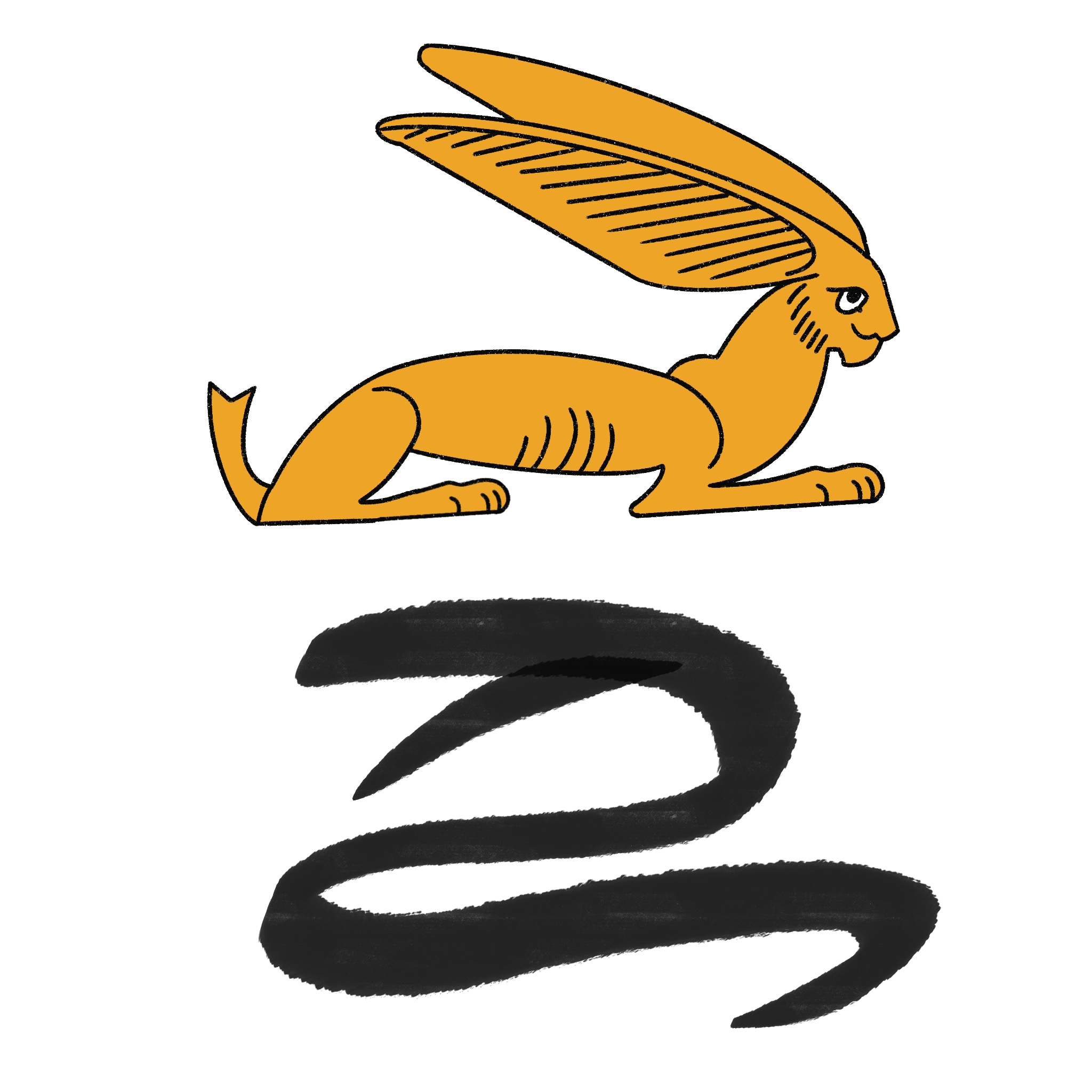
Version hiératique et hiéroglyphique

Le lièvre, en hiéroglyphes égyptiens, est classifié dans la section E « Mammifères » de la liste de Gardiner ; il y est noté E34.

## Représentation
Il représente un lièvre du désert (Lepus capensis aegyptius). En écriture linéaire il est souvent et même dans les Livres des morts écrit avec les traits très simplifiés de l'hiératique, peut être à cause de la complexité du dessin. Il est translittéré wn.

## Utilisation
C'est un phonogramme bilitère de valeur wn.
| s | X · a | t | E34 |

| s | X · a | t | E34 |

Il est régulièrement écrit sous sa forme simplifiée de l'écriture hiératique même dans les livres des morts écrit en hiéroglyphes linéaire. Surement à cause de sa complexité graphique.

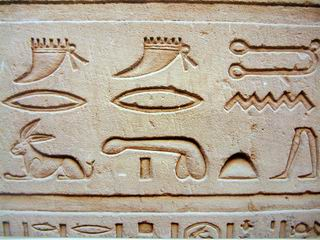
L'hiéroglyphe « Lièvre » dans un texte
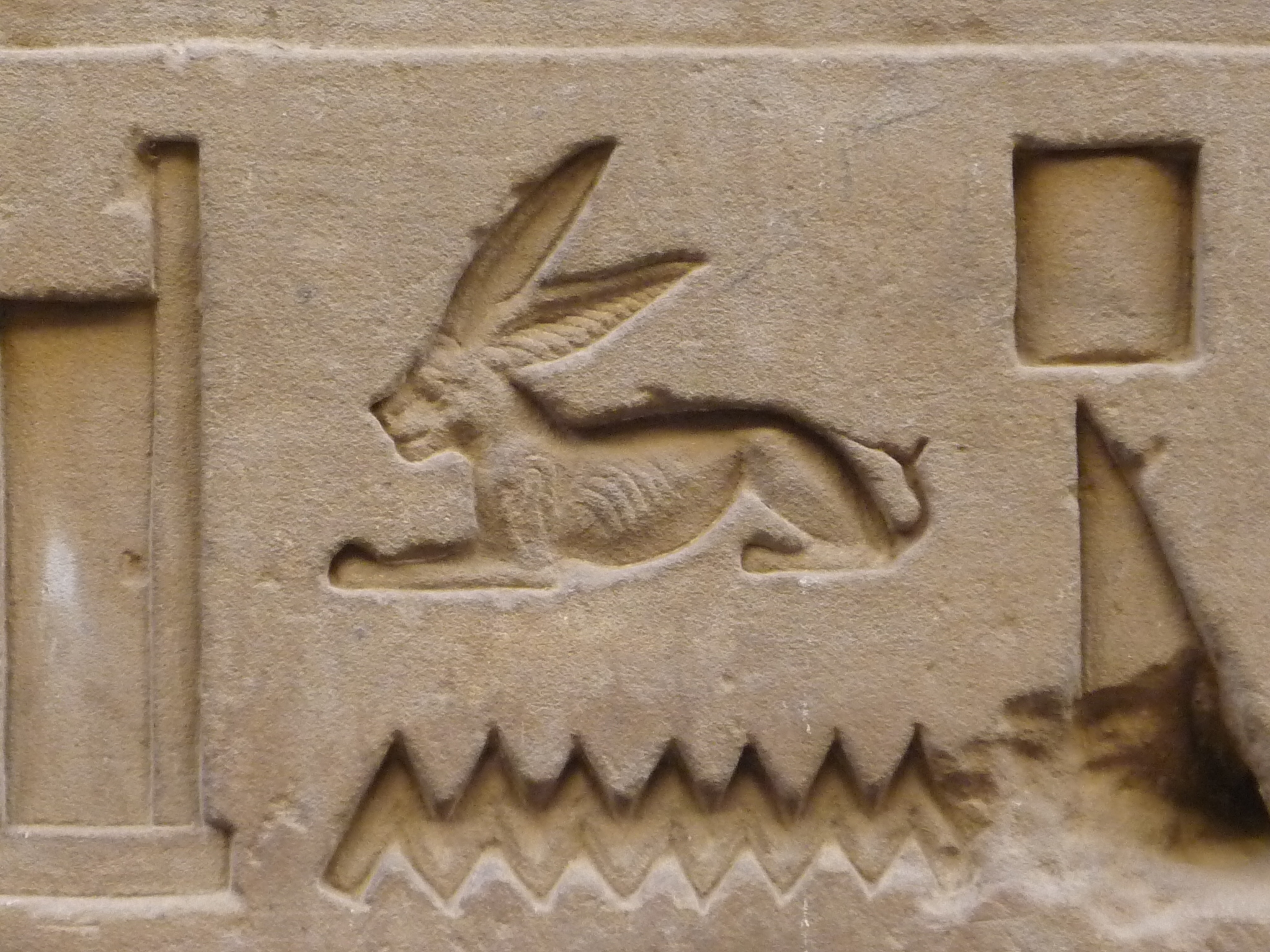
Lièvre sur son complément phonétique N35 de l'eau

## Exemples de mots
| s | wn · n | t · T11 · Y1 |

| s | wn · n | t · T11 · Y1 |

| wn · n | m | A2 |

| wn · n | m | A2 |

|             |     |     |
| \| \| \| \| |     |     |
|             |     |     |
| E34 · N35   | M17 | S29 |

| E34 · N35 | M17 | S29 |

|             |     |     |
| \| \| \| \| |     |     |
|             |     |     |
| E34 · N35   | M17 | S29 |

| E34 · N35 | M17 | S29 |

|             |     |     |
| \| \| \| \| |     |     |
|             |     |     |
| E34 · N35   | M17 | S29 |

| E34 · N35 | M17 | S29 |

|             |     |     |
| \| \| \| \| |     |     |
|             |     |     |
| E34 · N35   | M17 | S29 |

| E34 · N35 | M17 | S29 |